# Pericyma metaleuca
Pericyma metaleuca är en fjärilsart som beskrevs av George Francis Hampson 1913. Pericyma metaleuca ingår i släktet Pericyma och familjen nattflyn. Inga underarter finns listade i Catalogue of Life.